# Језерци
Језерци је насељено место у Босни и Херцеговини у општини Травник. Административно припада Федерацији Босне и Херцеговине, односно њеном Средњобосанском кантону. Према попису становништва из 2013. у насељу је било 398 становника, а већинску популацију чинили су Бошњаци.

## Становништво
По последњем службеном попису становништва из 2013. године у овом насељу живело је 398 становника, а село је било етнички хетерогено са већинском бошњачком популацијом.
| Националност | 2013. | 1991.        | 1981.       | 1971.        |
| Бошњаци      | —     | 413 (64,23%) | 398 (9,48%) | 380 (88,99%) |
| Хрвати       | —     | 215 (33,44%) | 42 (9,48%)  | 45 (10,54%)  |
| Срби         | —     | 0            | 2 (0,45%)   | 1 (0,23%)    |
| Југословени  | —     | 0            | 0           | 1 (0,23%)    |
| остали       | —     | 15 (2,33%)   | 0           | 1 (0,23%)    |
| Укупно       | 398   | 643          | 443         | 427          |